# Élekid et ses évolutions
Élekid (エレキッド, Elekiddo, dans les versions originales en japonais) et ses évolutions, Élektek (エレブー, Eleboo)  et Élekable (エレキブル, Elekible), sont trois espèces de Pokémon. Élektek, tout comme Magmar, est apparu avec la première génération de jeux vidéo Pokémon et a été doté d'une pré-évolution avec la deuxième et d'une évolution avec la quatrième.

## Création

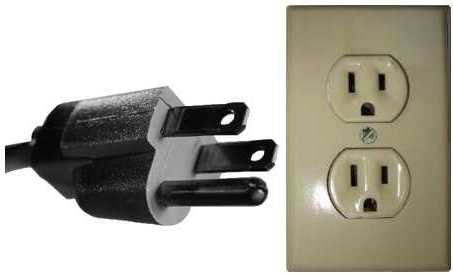
La tête d'Élekid évoque la forme des prises de courant japonaises.

Propriété de Nintendo, la franchise Pokémon est apparue au Japon en 1996 avec les jeux vidéo Pocket Monsters Vert et Pocket Monsters Rouge. Son concept de base est la capture et l'entraînement de créatures appelées Pokémon, afin de leur faire affronter ceux d'autres dresseurs de Pokémon. Chaque Pokémon possède un ou deux types – tels que l'eau, le feu ou la plante – qui déterminent ses faiblesses et ses résistances au combat. En s'entraînant, ils apprennent de nouvelles attaques et peuvent évoluer en un autre Pokémon.
La conception d'Élekid et Élektek, comme la plupart des Pokémon, est l’œuvre de l’équipe de développement des personnages du studio Game Freak ; leur apparence a ensuite été finalisée par Ken Sugimori. Ils ont été tous deux imaginés lors du développement de Pokémon Rouge et Bleu ; cependant, le nombre de Pokémon créés étant trop important, une quarantaine de Pokémon fut écartée, dont Élekid. Seul Élektek figure donc dans la première génération de Pokémon, où il porte le numéro 125.
Élekid est repris dans la seconde génération, comme la pré-évolution d'Élektek, et fait sa première apparition en 1999 dans les jeux Pokémon Or et Argent. Ces jeux introduisent le système des bébés Pokémon : les Pokémon peuvent désormais se reproduire en pondant un œuf, qui contient la forme de base du Pokémon : ainsi, un œuf issu de deux Dracaufeu contient un Salamèche ; cependant, pour certains Pokémon, l'œuf ne contient pas la forme de base mais une forme pré-évoluée, généralement appelée « bébé ». Sept familles de Pokémon issues de la première génération se voient dotées d'un bébé, dont le design rappelle celui du Pokémon de base avec des traits plus arrondis, enfantins : pour Élektek, le bébé est Élekid. Il porte le numéro 239 dans le Pokédex.
Élekable est créé avec la quatrième génération comme l'évolution d'Élektek.
Le nom français de ces trois Pokémon est basé sur l'électricité.

## Description

### Élekid
Élekid est un Pokémon de type électrik et est issu de la deuxième génération. Il occupe la deux-cent-trente-neuvième place du Pokédex. Il a un corps plutôt rond. Sur sa tête, il y a une prise et c'est de là qu'il emmagasine de l'électricité. Sur son abdomen, il possède un signe en forme d'éclair. Sur son corps et ses bras, on peut voir des rayures noires.

### Élektek
Élektek est un Pokémon de type électrik. Il est bipède est jaune rayé de noir. Il a deux antennes sur la tête lui permettant d'envoyer de l'électricité. En cas d'orage, il se regroupe en hauteur. En faisant circuler le courant dans son corps, il devient intouchable, sinon c'est l'électrocution. Il vit près des centrales électriques et peut provoquer des pannes de courant. On les utilise parfois comme paratonnerres.

### Élekable
Ékekable est un Pokémon de type électrik et est issu de la quatrième génération. Il occupe la quatre-cent-soixante-sixième place du Pokédex. Il a des antennes et des câbles en guise de queue. Au bout de ses bras, il possède cinq doigts gris. Il a des rayures noires un peu partout sur son corps.

## Apparitions

### Jeux vidéo
Élekid, Élektek et Élekable apparaissent dans la série de jeux vidéo Pokémon. Élektek apparaît pour la première fois dans Pokémon Rouge et Vert (Japon) et dans Pokémon Rouge et Bleu (en Europe et aux États-Unis). Élekid, lui, apparaît pour la première fois dans Pokémon Or et Argent. Quant à Ékekable, il apparaît pour la première fois dans Pokémon Diamant et Perle. D'abord en japonais, puis traduits en plusieurs autres langues, ces jeux ont été vendus à près de 200 millions d'exemplaires à travers le monde. Dans les versions rouge et bleue, Élektek ne se trouve que dans la centrale et se montre rarement.

### Série télévisée et films
La série télévisée Pokémon et les films qui en sont issus narrent les aventures d'un jeune dresseur de Pokémon du nom de Sacha, qui voyage à travers le monde pour affronter d'autres dresseurs ; l'intrigue est souvent distincte de celle des jeux vidéo.